# Abelard Rigual i Magallón
Abelard Rigual i Magallón, o Abelardo Rigual Magallón (Sorita, Els Ports, 7 de setembre de 1918 - 3 de maig de 2009) va ser un botànic, farmacèutic, naturalista i professor d'educació secundària valencià.

## Formació i primers anys
En 1935 inicià a Madrid els estudis de la Llicenciatura de Ciències Naturals, que abandonà a l'any següent pel començament de la Guerra Civil. Finalitzada aquesta, seguint la tradició familiar iniciada pel seu avi, el 1939 va començar a cursar la llicenciatura de Medicina a la Universitat de Saragossa, estudis que mai va finalitzar, ja que decidí reprendre els de Ciències Naturals a la Universitat Complutense de Madrid, que finalment va acabar en 1942, any en què a més començà els cursos de doctorat a aquesta universitat. En la seva etapa d'estudiant a Madrid coincidí amb personatges destacats com els germans Dimas i Emilio Fernández Galiano, Francisco Bellot Rodríguez, Fernando Esteve Chueca, Rafael Alvarado Ballester i Taurino Mariano Losa España, entre d'altres. El 1943, amb vint-i-cinc anys, es trasllada a Alacant, després de guanyar per oposició la Càtedra de Ciències Naturals de l'"Institut d'Alacant". Precisament a Alacant, cursà la llicenciatura de Farmàcia que acabà en 1949, i en aquesta mateixa ciutat va obrir una oficina de farmàcia en 1954. El seu interès per la Botànica el rebé d'Arturo Caballero Segares i de Salvador Rivas Goday, a qui sempre va considerar el seu mestre i gran amic, i que el va animar a començar la llicenciatura en Farmàcia i a iniciar els estudis sobre la flora i vegetació d'Alacant. Al començament de la dècada dels anys cinquanta començà les seves investigacions sobre la flora regional alacantina, i emprengué una tesi doctoral sobre aquest tema.

## Etapa al CSIC
Després de ser becari i, posteriorment, corresponsal a Alacant, fou nomenat professor agregat de l'Institut A. J. Cavanilles del Consell Superior d'Investigacions Científiques (CSIC) a Madrid. Va completar les seves observacions botàniques realitzant excursions per tota la península Ibèrica, especialment per la Comunitat Valenciana, en companyia dels més prestigiosos botànics espanyols de l'època, com Pius Font i Quer, Oriol de Bolòs, Salvador Rivas-Martínez, Fernando Esteve, T. M. Llosa, E. Fernández-Galiano o J. Mansanet, amb els quals va participar en publicacions conjuntes. Va formar part de diverses societats científiques de l'àrea. En aquesta època realitzà els seus primers treballs d'investigació, publicats als Anales del Instituto Botánico AJ Cavanilles de Madrid, després convertit en Anales del Jardín Botánico de Madrid, i també a la Collectanea Botànica de Barcelona i al Boletín de la Real Sociedad Española de Historia Natural de Madrid, que tractaren sobre aspectes de la flora i vegetacióció del sud-est ibèric. Després, publicà molts altres en diverses revistes espanyoles, que van contribuir al seu prestigi. El 1968 defensà la seva tesi doctoral "Estudio de la flora y vegetación de la provincia de Alicante" a la Facultat de Ciències de la Universitat Complutense de Madrid. Aquest treball es publicà el 1972, en una primera edició de l'Institut d'Estudis Alacantins, que aviat fou conegut com "la flora de Rigual", i que fou reeditat el 1984 i reimprès el 2005. Diverses dècades després de la seva primera publicació, aquesta obra continua considerant-se com a llibre de referència obligada en qualsevol mena d'estudi sobre el medi natural d'Alacant. Inclou una detallada descripció de la bio-diversitat vegetal d'Alacant, tant de les plantes com del paisatge vegetal, recollint més de 1.500 espècies. Alguns d'aquests territoris descrits per Rigual, com les llacunes de Torrevella i la Mata, declarades en 1989 parc natural, ja havien estat tractats molts anys abans, al segle xviii per l'insigne botànic valencià Antoni Josep Cavanilles i Palop.

## Herbari personal
Un dels aspectes més importants i potser menys coneguts del seu treball científic és el seu herbari personal, de gran valor, que inclou més de 10.000 plecs de plantes vasculars, i recull la història dels darrers 50 anys de la botànica del sud-est ibèric, amb plantes valuoses que antany van ser freqüents a Alacant, i avui només poden trobar-se en aquest herbari, que actualment es troba repartit entre el Jardí botànic de Madrid, la Universitat d'Alacant, el Jardí Botànic de València i l'IES Jorge Juan d'Alacant.

## Docència
En la seva faceta docent, com a catedràtic de Ciències Naturals va exercir el seu magisteri durant més de quaranta anys, des del 1943 fins a la seva jubilació el 1986. Fou Director de l'Institut d'Alacantí entre els anys 1955 i 1960. Precisament el 1960 va proposar el canvi de denominació del centre, que passà a anomenar-se Institut Jorge Juan, tal com és conegut actualment. També fou professor de Biologia al Centre d'Estudis Universitaris (CEU) d'Alacant, embrió de la de l'actual Universitat d'Alacant, col·laborant en diferents programes d'aquesta universitat.

## Reconeixements
L'Il·lustre Col·legi de Farmacèutics de Castelló el va nomenar el 1991 'Col·legiat d'Honor'. El 1999, la Universitat d'Alacant li va retre un homenatge. Posteriorment, el 2002, l'Il·lustre Col·legi Oficial de Farmacèutics d'Alacantí va fer el mateix, imposant-li la Medalla d'Or amb motiu dels seus 50 anys de col·legiació, i galardonant-lo el 2005 amb la Placa de Plata d'aquesta entitat, a més de publicar una edició facsímil de la seva Flora y vegetación de la província de Alicante. Finalment, el 2006 l'Excm. Ajuntament de la ciutat, en un ple va acordar denominar un carrer amb el seu nom.